# Santa Anna d'Almudèfer
Santa Anna d'Almudèfer és un edifici del municipi de Caseres (Terra Alta) inclosa en l'Inventari del Patrimoni Arquitectònic de Catalunya.

## Descripció
L'església de Santa Anna ‑avui desafectada‑ és un exemplar interessant d'analitzar a causa de les modificacions que ha sofert al llarg dels segles. El conjunt forma dos cossos perfectament diferenciats. El primer és allò que queda d'una esglesia del mateix tipus que les de les Camposines, Berrús o Algars. Actualment està molt mutilada, car en passar a mans particulars, o abans, li deurien ser llevats tres o quatre arcs diafragma i les parets laterals de la primitiva fàbrica fins deixar‑la amb la mínima estructura (dos arcs) que pogués servar un cobert agrícola. Hi ha qui pensa, sense argumentar-ho, que les pedres que falten s'utilitzaren per a construir o ampliar l'església de Caseres. Aquests dos arcs i les restes de murs laterals permeten deduir les mides totals del primitiu temple, que són molt semblants a les dels temples germanes citats. Com en aquells, els arcs fan 5 m de llum i altres tants d'altura, i el gruix de les dovelles és el mateix que la separació entre arc i arc. Dibuixada la planta, sembla clar foren tres els arcs enderrocats, amb la qual cosa l'església d'Almudèfer faria 10 m de llargària. Tindria, per tant, les mateixes mesures que les esglésies de les Camposines i Berrús.

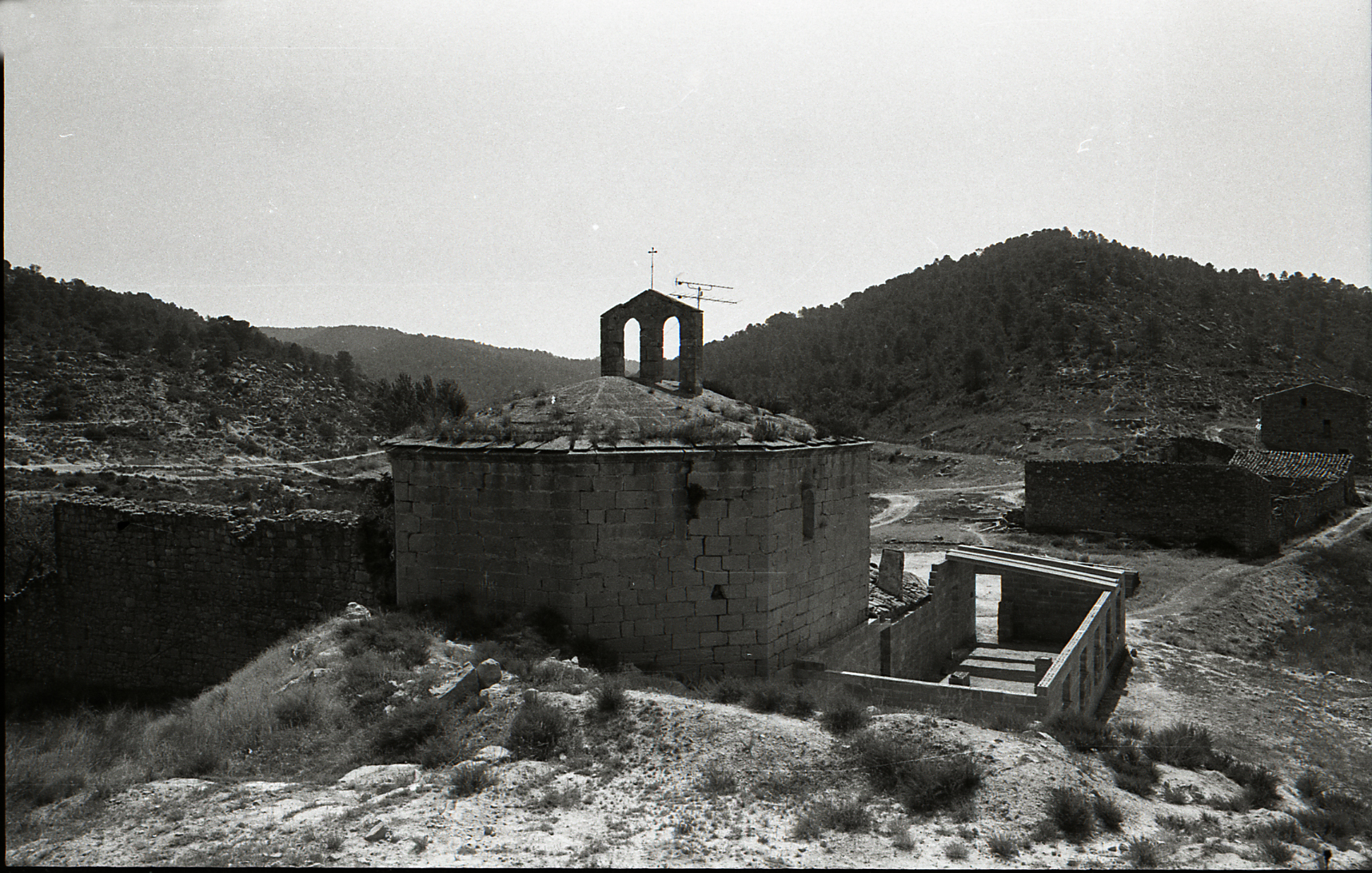
Vista des de llevant

El segon cos és una prolongació de la primitiva església. Mesura 10 m de llarg per 12 m d'altura; té dos àmbits: nau coberta de canó apuntat, de 3 m de llarg, i absis poligonal, de 7 m de llarg, voltat de creueria. Estructuralment s'assembla molt a la parroquial de Caseres, que fou construïda més tard. No seria estrany que la d'Almudèfer n'hagués estat el model.
Si es compara Santa Anna amb les esglésies germanes de la Terra Alta i la Ribera, es pot pensar que el segon cos és una ampliació practicada a l'església primitiva construïda el segle xiii. Aquesta hauria estat bastida al mateix temps que el castell, i, segurament, com Sant Joan d'Algars, estava protegida per un recinte emmurallat. La seva funció primera fou atendre els serveis del castell −habitat per un carlà o per un frare templer administrador‑ i servir de parròquia als pagesos dels masos del terme. Quan a finals del XIII els templers incentivaren la repoblació de l'indret s'incrementà notablement la població fins a arribar als 16 focs assolits a mitjan segle xiv; aleshores els veïns decidirien ampliar el temple.
Fou sempre l'església parroquial d'Almudéfer, que fou municipi propi fins a 1842.

## Història
El llogaret d'Almudèfer, actualment agregat al municipi de Caseres, està situat a la dreta del riu Algars, al sud de Batea, on el riu fa de frontera administrativa amb la província de Terol. L'indret té unes característiques estratègiques similars al castell d'Algars però no apareix documentat en la donació del terme de Miravet el 1153, on figuren totes les fortaleses veïnes. La carta de població confirma la similitud del procés: l'any 1280, al mateix temps en què es lliuraven les cartes a Pinyeres i Algars es repoblava ad populandum el mas d'Almudèfer.Des de l'any 1263, o d'abans, els templers explotaven el territori d'Almudèfer; la carta, doncs, legitimava una situació de fet.
Almudèfer fou repoblat per iniciativa del comanador de Miravet. Per aquest motiu s'incorporà a la comanda d'Algars i no pas a la comanda d'Horta, i conservà la pertinença a la comanda de Miravet en temps de senyoriu hospitaler. En el fogatge de 1358 el "loch d.Almudèfer" de la comanda hospitalera de Miravet comptava amb setze focs.